# Blaž Jarc
Blaž Jarc (Novo Mesto, 17 de juliol de 1988) és un ciclista eslovè, que fou professional del 2007 al 2014. S'ha proclamat campió nacional en diferents modalitats.

## Palmarès
- 2005
  -  Campió d'Eslovènia júnior en contrarellotge
- 2006
  - 1r al Kroz Istru
  - Vencedor de 3 etapes a la Cursa de la Pau júnior
  - Vencedor d'una etapa al Gran Premi Rüebliland
- 2009
  -  Campió d'Eslovènia en ruta
  -  Campió d'Eslovènia sub-23 en contrarellotge
- 2010
  -  Campió d'Eslovènia sub-23 en contrarellotge
- 2011
  - 1r a la Poreč Trophy
  - Vencedor d'una etapa al Tour de Gal·lípoli
- 2013
  - 1r al Gran Premi de la vila de Zottegem